# Anna Fedorova
Anna Borysivna Fedorova (in ucraino Анна Борисівна Федорова?; Kiev, 27 febbraio 1990) è una pianista ucraina.

## Biografia
Nata da genitori musicisti, si è avvicinata al pianoforte fin da bambina e la sua educazione musicale formale è cominciata all'età di 5 anni sotto la guida dei genitori. Ha debuttato in pubblico con il suo primo recital quando aveva appena 6 anni e il primo successo nazionale è avvenuto l'anno seguente con un'esibizione alla Filarmonica Nazionale dell'Ucraina.
Dopo essersi diplomata alla scuola "Lysenko" per bambini dotati, ha studiato con Leonid Margarius all'Accademia pianistica di Imola e con Norma Fisher al Royal College of Music di Londra, dove è risultata beneficiaria di una borsa di studio. Si è perfezionata inoltre con Alfred Brendel, Menahem Pressler e András Schiff.
La sua attività concertistica, iniziata quando era ancora una bambina, l'ha portata ad esibirsi in tutto il mondo. Tra le principali sale dove ha suonato ricordiamo ad esempio la Carnegie Hall di New York, la Cadogan Hall di Londra e il Concertgebouw di Amsterdam, il Centro Cultural de Belém di Lisbona, la Sala Verdi del Conservatorio di Milano, la Tonhalle di Zurigo, il Tokyo Bunka Kaikan, il Théâtre des Champs-Élysées a Parigi, il Teatro Colón di Buenos Aires e la Laeiszhalle di Amburgo.
Premiata in vari concorsi, è apparsa anche in numerosi festival internazionali e ha suonato con orchestre di fama internazionale quali ad esempio la Dallas Symphony Orchestra, la Hong Kong Philharmonic Orchestra, la Royal Philharmonic Orchestra, l'Orchestra da camera di Losanna, la Nordwestdeutsche Philharmonie, l'Orchestra Sinfonica di Bournemouth, l'Orchestra Filarmonica dei Paesi Bassi, l'Orchestra Sinfonica Nazionale del Messico e molte altre.

## Discografia
- 2008 – Philharmonia Of The Nations*, Chopin* / Tchaikovsky*, Fedorova* / Prieto* – Live From The Amsterdam Concertgebouw, CD, JR-Productions, Netherlands
- 2015 – Anna Fedorova, Sergei Rachmaninoff* – Piano Concerto 2 - Cello Sonata, , Piano Classics PCL0081, UK
- 2017 – Chopin*, Franck*, Benedict Kloeckner, Anna Fedorova – Cello Sonatas, , Piano Classics PCL59472
- 2017 – Anna Fedorova, Chopin*, Liszt*, Brahms* – Piano - Chopin, Liszt, Brahms, , Disc'auvers Records-Festival D'Auvers – DAS DAS 017
- 2018 – Beethoven*, Chopin*, Scriabin*, Anna Fedorova – Four Fantasies, , Channel Classics CCS 41318